# Legio I Noricorum

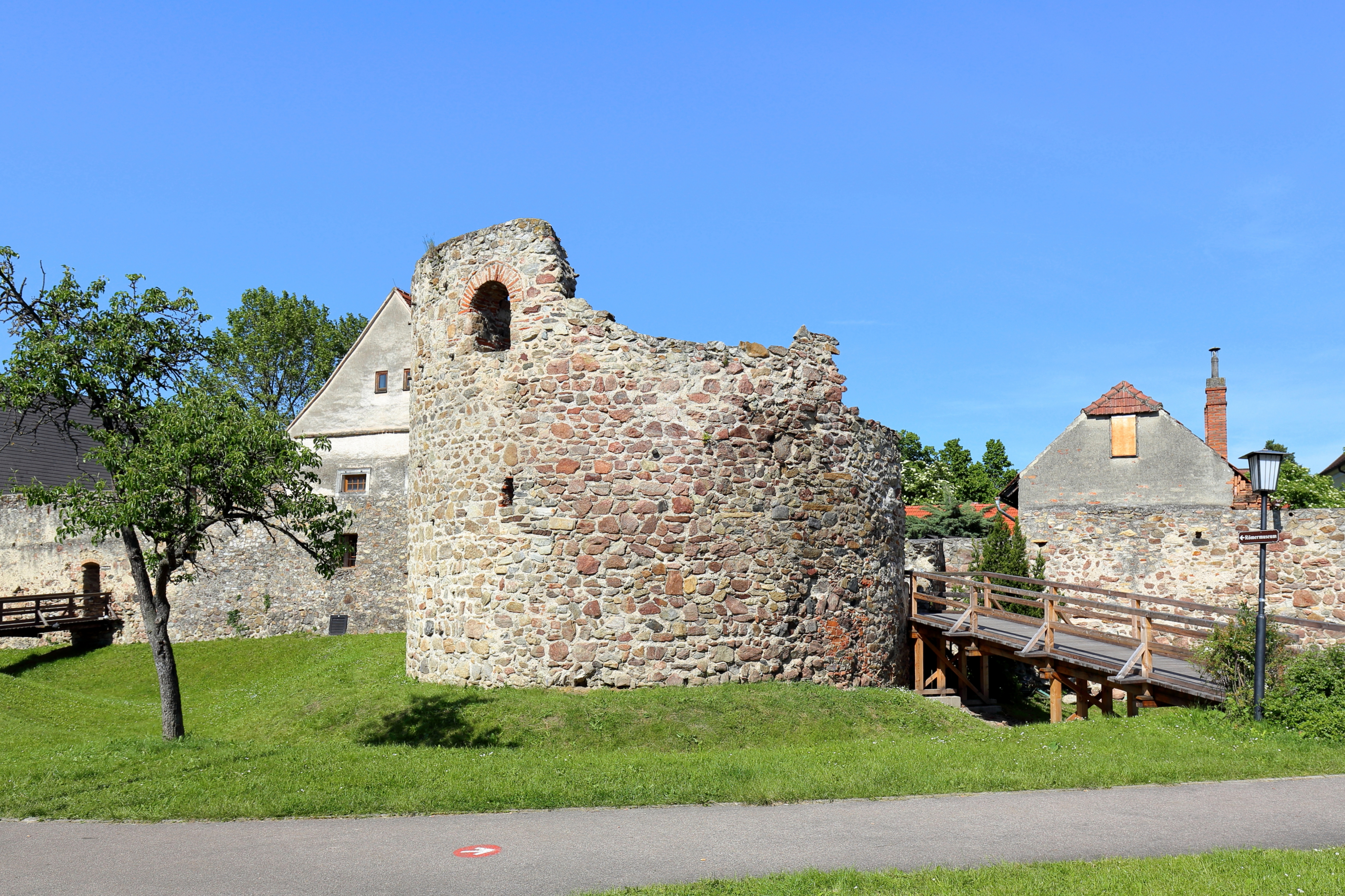
Resti romani di Mautern an der Donau, Austria, sede della Legio I Noricorum nel V secolo

La Legio I Noricorum ("del Norico") era una legione romana fondata dall'imperatore Diocleziano (284-305) con lo scopo di difendere la frontiera del Danubio nella provincia del Norico. La legione è attestata nell'area ancora all'inizio del V secolo.
La presenza di un monumento dedicato al dio Mitra a Virunum (vicino alla moderna Klagenfurt, Austria) testimonia l'esistenza della I Noricorum già all'inizio del III secolo, dove condivideva il compito con la più antica II Italica. Il campo base della I Noricorum era ad Adiuvensis (moderna Ybbs an der Donau).
La Notitia dignitatum, un documento dell'inizio del V secolo, registra la Noricorum ancora nella zona, sotto il comando del dux Pannoniae primae et Norici ripensis: la legione è divisa tra due città, Audiuvensis e Favianis (Mautern an der Donau, Austria), con ciascun distaccamento comandato da un prefetto. La Notitia definisce i soldati della I Noricorum "liburnariorum", indicando che le truppe svolgevano servizio nella flotta fluviale. Le altre legioni a svolgere un servizio nella flotta fluviale erano la II Italica, di stanza nel Norico, a Ioviacum, e la X Gemina, ad Arrabona, e la XIIII Gemina ad Arrabona e a Carnuntum